# Ernest Sambou
Ernest Sambou (ur. 22 grudnia 1947 w Cadjinol) – senegalski duchowny katolicki, biskup Saint-Louis w latach 2003-2023.

## Życiorys
Święcenia kapłańskie otrzymał 29 grudnia 1975. Był m.in. wychowawcą w seminarium w Ziguinchor, a także rektorem katolickiego instytutu w Abidżanie.

### Episkopat
22 lutego 2003 papież Jan Paweł II mianował go biskupem ordynariuszem diecezji Saint-Louis. Sakry biskupiej 29 czerwca 2003 udzielił mu bp Pierre Sagna.
12 stycznia 2023 papież Franciszek przyjął jego rezygnację z funkcji biskupa diecezjalnego.